# Венценбах
Венценбах (на немски: Wenzenbach) е община в Горен Пфалц, Бавария, Германия с 8441 жители (към 31 декември 2015).
Намира се североизточно от град Регенсбург. До 1924 г. се казва община Шьонберг.
- Дворец Хауценщайн
- Дворец Шьонберг